# Ole Kirk Christiansen
Ole Kirk Christiansen (1891. április 7., Filskov, Dánia – 1958. március 11., Billund, Dánia) volt a dán építőjáték, a LEGO feltalálója. Egy elszegényedett család tizedik gyermekeként született Jyllandban, Nyugat-Dániában. Asztalosként dolgozott és 1932-ben kezdett el fajátékokat készíteni, hogy megéljen, miután a nagy gazdasági világválság miatt elvesztette munkáját. Hamarosan felesége meghalt és a férfinek egyedül kellett nevelnie négy fiát. Úgy döntött, hogy készít nekik egy fából készült kacsát. A gyerekeknek nagyon tetszett a fajátéka, ezért úgy döntött, sorozatgyártásba kezd, felhasználva a korábbi munkájából megmaradt fát. 1942-ben egy tűz leégette a gyárat arra kényszerítve őt, hogy újraépítse azt. Először azon tárgyak lekicsinyített mását készítette el fából, amelyeken asztalosként dolgozott, de 1947-ben műanyagra váltott. 1949 körül már több mint 200 fa és műanyag játékot állított elő.
Ole Kirk Christiansen találta ki játékainak a LEGO nevet, a dán leg godt szavakból, amelyek jelentése játssz jól, majd a vállalkozás a Lego Csoporttá nőtte ki magát. 66 évesen szívinfarktusban halt meg, és harmadik gyermeke, Godtfred Kirk Christiansen vitte tovább a LEGO-t.

## Fordítás
- Ez a szócikk részben vagy egészben  az   Ole Kirk Christiansen című angol Wikipédia-szócikk fordításán alapul.  Az eredeti cikk szerkesztőit annak laptörténete sorolja fel. Ez a jelzés csupán a megfogalmazás eredetét és a szerzői jogokat jelzi, nem szolgál a cikkben szereplő információk forrásmegjelöléseként.